# Танги, Лаура
Лаура Танги (родилась 2 августа 1987 года в Анже) она заняла второе место на конкурсе Мисс Франция 2008. Она стала Мисс Франция 2008 после того как Валери Бег была лишена титула руководительницей конкурса Женевьев де Фонтане за то что Валери Бег снялась для мужского журнала через две недели после получения титула Мисс Франция 2008. Лаура участвовала в международных конкурсах Мисс Мира и Мисс Вселенная.

## Биография
Лаура Танги дочь инженера и лаборантки в химической лаборатории. Она прекрасно говорит по-английски, она провела детство в городе Сан-Антонио, Соединённые Штаты Америки. Сейчас живет в Écouflant, пригороде Анже. Она успешно окончила школу медсестер Анже. Она любит играть в теннис и добилась в этом виде спорта неплохих результатов.
Её рост 1.79 метров. Зеленые глаза. Её размеры: 89/60/92.

## Награды
- Французская представительница на конкурсе Мисс Вселенная 2008
- Французская представительница на конкурсе Мисс Мира 2008
- Новая Мисс Франция 2008, по предложению Женевьев де Фонтанэ
- 2 место на конкурсе Мисс Франция 2008
- Miss Pays de Loire 2007
- Miss Maine-et-Loire 2006
- Miss Chrono des Herbiers 2005
- Финалистка конкурса Elite Model Look 2003.

## Участие в конкурсе Мисс Франция 2008
После завершения конкурса Мисс Франция 2008 21 декабря 2007, после публикации откровенных фотографий в журнале Entrevue, новой Мисс Франция Валери Бег председательница конкурса Мисс Франция, Женевьев де Фонтане лишила титула Валери Бег, и отдала титул Мисс Франция 2008 Лауре Танги.
После лишения титула Валери Бег не смогла участвовать в конкурсах Мисс Вселенная 2008 и Мисс Мира 2008. Женевьев де Фонтане решила отправить на международные конкурсы Лауру Танги.
6 января 2008 года Президент конкурса Мисс Франция объявила победительницей конкурса Лауру Танги, а Валери Бег участницей занявшей второе место в конкурсе Мисс Франция 2008. Лаура Танги стала официально представлять Францию на конкурсах красоты Мисс Мира 2008 и Мисс Вселенная 2008, с одобрения Женевьев де Фонтане.